# Carmeuse
Carmeuse is een Belgisch bedrijf dat zich bezighoudt met de productie van kalk, kalksteen en daarvan afgeleide producten. De Carmeuse Group is gespecialiseerd in de winning van kalksteen met een hoog calciumgehalte en dolomiet, en de verwerking daarvan tot steen, kalk en kalkderivaten voor uiteenlopende industriële doeleinden.
Carmeuse heeft in totaal circa 90 vestigingen in verschillende Europese landen, Canada, de Verenigde Staten en Ghana. Het hoofdkantoor bevindt zich in de Belgische stad Louvain-la-Neuve. De huidige Chief Executive Officer van het bedrijf is Rodolphe Collinet.

## Geschiedenis
Carmeuse werd in 1860 in Luik opgericht. In de loop der tijd breidde de firma haar activiteiten uit naar Italië, Frankrijk en Nederland, Canada en de Verenigde Staten. In 1996 kwam Carmeuse Ghana tot stand, tot nu toe de enige vestiging in Afrika. In Centraal en Oost-Europa werden vanaf het begin van deze eeuw vestigingen geopend in Slowakije, Tsjechië, Roemenië, Hongarije, Bosnië en Turkije. Met overnames van onder meer de Amerikaanse bedrijven Oglebay Norton en Rockwell Lime en Turkse partner Oztüre Kimtas, steeg de omzet van de Carmeuse groep in recente jaren van 850 miljoen euro in 2005, tot 950 miljoen in 2007 and 1129 miljoen in 2012.

## Producten
Voor de productie van kalk en kalkderivaten ontgint het bedrijf hoogwaardige kalksteengroeven. Carmeuse levert onder meer ongebluste en gebluste kalk, calciumcarbonaat en dolomiet (calcium-magnesium-carbonaat).
Kalk- en kalksteenproducten worden gebruikt voor zeer uiteenlopende toepassingen: in de staal- en non-ferro-industrie, in de agrarische en voedselindustrie, in de chemische industrie, maar ook voor water- en rookgaszuivering, bouwmaterialen etc.